# Halictus modernus
Halictus modernus är en biart som beskrevs av Morawitz 1876. Halictus modernus ingår i släktet bandbin, och familjen vägbin. Inga underarter finns listade i Catalogue of Life.